# Nils Rabe
Nils Christian Rabe, född 25 januari 1905 i Hedvig Eleonora församling i Stockholms stad, död 12 maj 1984 i Danderyds församling i Stockholms län, var en svensk militär.

## Biografi
Rabe avlade studentexamen 1922. Han avlade officersexamen vid Krigsskolan 1925 och utnämndes samma år till fänrik i fortifikationen, där han befordrades till löjtnant 1928. Han gick Allmänna fortifikationskursen vid Artilleri- och ingenjörhögskolan 1926–1928 och Högre fortifikationskursen där 1928–1930. Han var från adjutant hos prins Gustaf Adolf från 1933 till dennes död 1947. Han utnämndes till kapten vid Svea ingenjörkår 1938, varefter han befordrades till major 1943 och till överstelöjtnant 1949. Åren 1951–1953 var han chef för Ingenjörtruppskolan (1952 namnändrad till Arméns fältarbetsskola). År 1953 befordrades Rabe till överste, varefter han var chef för Bodens ingenjörkår 1953–1959 och chef för Svea ingenjörregemente 1959–1965.
Nils Rabe var son till bankdirektören Pehr Rabe och Julia Jennings. Han gifte sig 1929 med Elsa Bæckström (född 1904), dotter till överstelöjtnant Georg Bæckström och Bergliot Nielsen. De fick barnen Ulf (född 1930) och Stig (född 1934). Nils Rabe är gravsatt i minneslunden på Djursholms begravningsplats.

## Utmärkelser
- Riddare av Svärdsorden, 1945.[9]
- Kommendör av Svärdsorden, 6 juni 1957.[10]
- Kommendör av första klass av Svärdsorden, 6 juni 1961.[11]